# Rolf Bier
Rolf Bier (* 14. Oktober 1960 in Würzburg) ist ein deutscher Künstler, Autor und Professor für Bildende Kunst.

## Leben
Bier studierte von 1980 bis 1987 an der Hochschule für Bildende Künste Braunschweig und an der Chelsea School of Art in London. Außerdem absolvierte er ein Studium der Linguistik und Literaturwissenschaft an der TU Braunschweig. Der Schwerpunkt seiner konzeptuell grundierten künstlerischen Tätigkeit liegt nach der Publikation einiger zyklisch angelegter Gedichtbände in den frühen 1980er-Jahren vor allem in den Bereichen Bildhauerei, Fotografie und Malerei. In den Ensembles seiner Ausstellungen führt er Artefakte diverser Medien gleichberechtigt zu einem diskursiven Gesamtklang zusammen.
Bier gründete 1984 in Braunschweig die Künstlergruppe „artists in residence“. Diese entwickelte bis 1989 thematische Installationen und Ausstellungskonzepte, oft auch für den urbanen Raum
(Xongo Bongo – Tote Deutsche im Stadtbild von Braunschweig 1986; Phänotyp Zuteilung, Städtische Galerie im Museum Folkwang 1987: Fragmente der Liebe, Overbeck-Gesellschaft Lübeck 1987; Was dürfen wir glauben?, Sprengelmuseum Hannover 1988; und Strip – heute kaufen wir nichts, urbane Interventionen in Hannover-Hainholz 1989).
Bei einem einjährigen Aufenthalt in London 1987/88 realisierte Bier in seinem Atelier an der Chelsea School of Arts fast jeden Tag eine Skulptur aus alltäglichen Materialien und begründete so seine bildhauerische Arbeit, die aus möglichst einfachen Eingriffen und Handlungen besteht und eine vorgegebene Hierarchie des Materials ablehnt. Biers Notizen zu einer projektiven Skulptur und Weiterführende Notizen zu einer Theorie des Ensembles formulieren einen ebenso dezidierten wie spielerischen Skulpturenbegriff, der auf einer relationalen Ästhetik und Wahrnehmung beruht.
Dabei geht es Bier ebenso um eine kontemplative Harmonisierung von Material und Aktion wie um eine kritische Befragung des scheinbar unaufhaltsamen Prozesses einer Überformung der Lebenswelt durch anthropomorphe Gestaltung.
Aus diesem Impuls entstehen skulpturale Interventionen und Installationen ebenso wie Arbeiten im Außenraum (Fettfries, Weserunterführung Bremen, 1991, Universalien I-III, Heidenheim 1997/98, supermatch, Leinehaus Hannover 2006, Bagno di Pecora, Park Hermannshof 2007, Death of Light, Maschsee Hannover 2009), Fotografien, Textarbeiten und Künstlerbücher.
Das dreibändige Werk Tiere in meiner Welt – meine Welt in Tieren (seit 2004–2012) widmet sich der Notation aller Tiere, denen Bier am Tag begegnete und an die er sich am jeweiligen Abend erinnern konnte. Tiere stehen auch im Fokus der fotografischen Serie Tiere in meiner Hand (seit 2010) und in der Textsammlung animal stories (2015/2023) – eine Sammlung von Kurztexten mit fabelartigen Narrativen.
Wichtige, dem Gedanken des Ensembles folgende Einzelausstellungen hatte Bier u. a. 1993 in der Städtischen Ausstellungshalle Münster, 1999 im Kunstverein Hannover, 2001 im Kunstverein Friedrichshafen, 2002 im Kunstmuseum Heidenheim und 2004 in der Galerie Bilkin in Bilbao. Teile seines Langzeitprojekts der Portraits of Unseen People – einer auf über 300 angewachsenen Serie gemalter imaginärer Porträts, die er 2004 mit einem Stipendium in New York begann und bis 2012 fortführte – waren 2009 im Kunstmuseum Celle zu sehen. Konvolute der "POUP"s befinden sich im Bonner Kunstmuseum und im Sprengelmuseum Hannover.
In einer konzeptuellen Wende widmete sich Bier ab 2013 antipodisch "abstrakter" Malerei. Ergebnisse dieser Werkreihen sind in dem Buch "Only stars dream of framing" zusammengefasst (Hannover 2014).
Die fotografische Serie "Welt mit Umgebung" (2016 - ) bringt die Medien von Zeichnung, Malerei, Collage und Fotografie zusammen: "zufällige" zeichnerische Randnotizen, Telefonkritzeleien und beiläufige Notate situativer Nervosität wurden auf Stoffe und Kleidungsstücke aus dem privaten Umfeld des Künstlers aufgelegt und dann fotografiert. In der Vergrößerung der Fotografie erhalten diese Zeichnungen nicht nur eine bildliche Einbettung und Rahmung, vielmehr werden in diesem konzeptuellen Vorgang Strukturen des Unbewussten und ihrer Repräsentation sichtbar.
Seit 2005 ist Bier nach Lehraufträgen und Gastprofessuren an der Hochschule für Bildende Künste Braunschweig, den Fachhochschulen Hannover und Niederrhein/Krefeld sowie der Hochschule der Künste in Bremen als Professor für Allgemeine künstlerische Ausbildung an der Staatlichen Akademie der Bildenden Künste Stuttgart tätig und lebt in Hannover und Bouderath/Eifel.

## Auszeichnungen
- 1984: Rudolf-Wilke-Preis der Stadt Braunschweig
- 1989: Künstlerstipendium des Landes Niedersachsen für Literatur
- 1990: Künstlerstipendium des Landes Niedersachsen für Kunst
- 1992: Lingener Kunstpreis
- 1994: Cité des Arts Paris
- 1995: Villa Massimo, Rom
- 1996: Otto-Dix-Preis, Gera
- 1997: Kunstpreis des Landes Niedersachsen
- 2001: Stiftung Kunstfonds, Bonn
- 2006: Kunstpreis der Sparkasse Hannover
- 2012: Hans Platschek Preis für Kunst und Schrift der Hans Platschek Stiftung

## Publikationen
- Rolf Bier mit "artists in residence": Phänotyp/Zuteilung, Städt. Galerie im Museum Folkwang 1987.
- Rolf Bier mit "artists in residence": "was dürfen wir glauben?", Sprengelmuseum Hannover 1988.
- Gail B. Kirkpatrick, Raimar Stange (Texte): Freie Stücke des Besitzs und ihre notwendige Erstreckung. Städtische Ausstellungshalle am Hawerkamp, Münster 1993.
- Ulrich Krempel (Text): Appartement, Malerei, Kunstverein Wunstorf 1994.
- Christoph Brecht, Rainer Fuchs, Eckhard Schneider (Texte): Relational Panorama. Kunstverein Hannover, 1999.
- Ulrich Krempel, Rolf Bier (Texte): Monographie niedersächsischer Künstler Nr. 59. Hannover 2006.
- Between the Ready Made and a Hard Place. Text Martin Engler. In: Heimspiel. Kunstverein Hannover, 2006, S. 13–21.
- Rolf Bier "citizen -what citizen? rethinking re-photographs". Zu den s/w-Fotografien von Jeff Wall auf der documenta X, Hannover 2007.
- Ludwig Seyfarth, Jan Verwoert (Texte): Portraits of Unseen People. Kunstmuseum Celle, 2009.
- Rolf Bier, Nils Büttner (Hg.): who is that pale man? – Neues zu Andy Warhol. Silke Schreiber Verlag München 2009.
- Rolf Bier (Hg.): Geheimnis -Verzückung der Stelle. Hurricane and Barbie Verlag, Hannover 2013.
- Martin Engler (Text): in Rolf Bier. Only Stars Dream of Framing, Malerei, NORD/LB art gallery, Hannover 2014.
- Rolf Bier (Text, Hg.): Im Bauch des Besens. Stuttgart/Hannover 2015. (Publikation der Akademie der Bildenden Künste Stuttgart)
- Rolf Bier (Hg.): Der Vermeer-Sensor. Wertzuschreibung und Werterhaltung von Ding und Kunst in Zeiten der Überfülle. Neofelis-Verlag, Berlin 2016.
- Rolf Bier: Welt mit Umgebung. Eine photographische Reihe. Text Maik Schlüter. edition metzel, München 2019
- Rolf Bier: The Fountain Mémoire – Der Readymade-Impuls und seine Narrative. edition metzel, München 2019/2020
- Rolf Bier: BEUYSKIOSK. edition metzel, München 2023